# Artemio Franchi

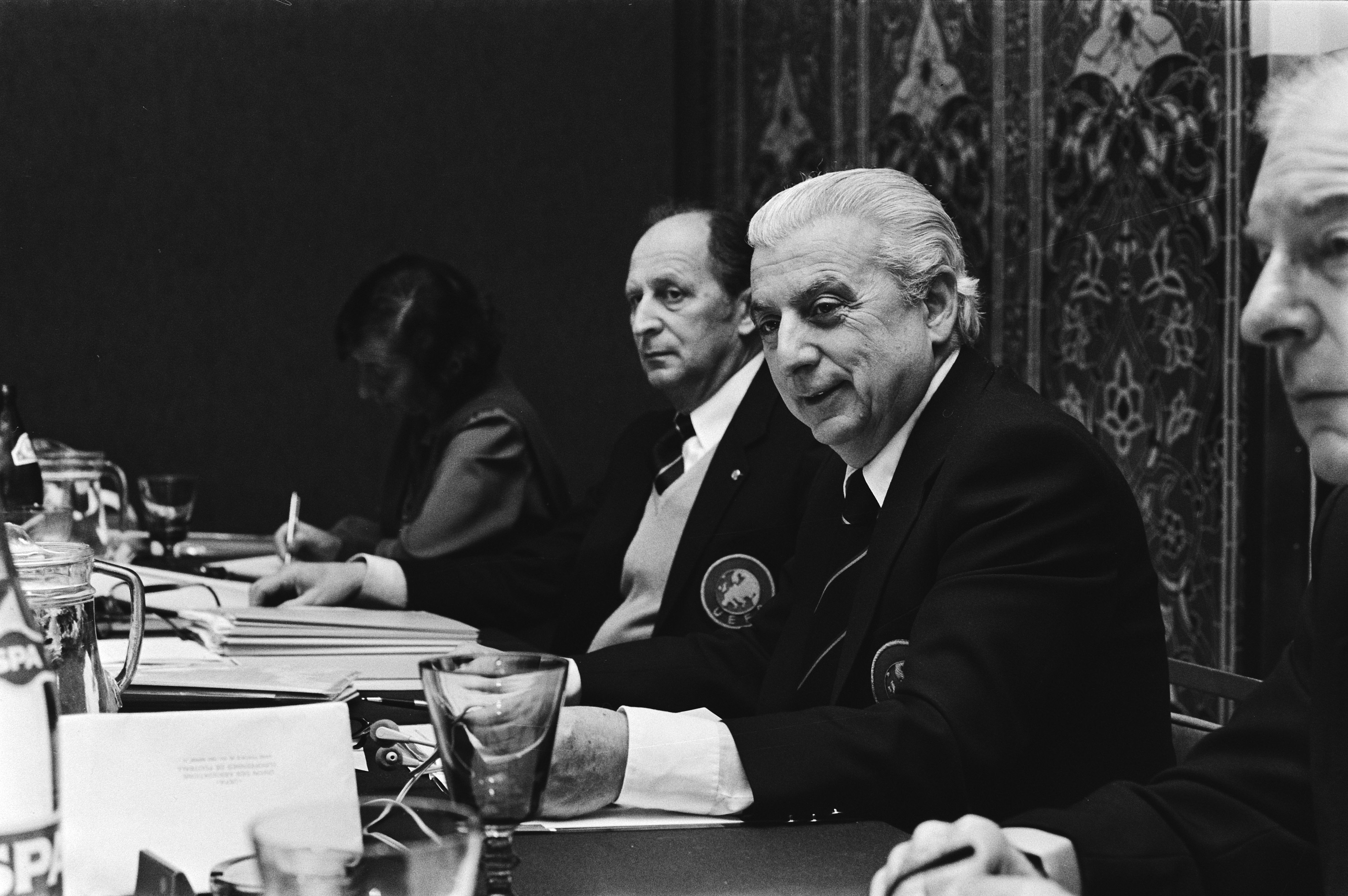
Artemio Franchi (1979)

Artemio Franchi (* 8. Januar 1922 in Florenz; † 12. August 1983 in Siena) war ein italienischer Fußballfunktionär.
Von 1973 bis zu seinem Tod bei einem Verkehrsunfall im Jahr 1983 war er Präsident der UEFA. Ihm zu Ehren wurden die Stadien der italienischen Vereine AC Florenz und AC Siena in Stadio Artemio Franchi umbenannt. Er wurde auf dem Cimitero di Soffiano in Florenz beigesetzt. 
In der 1981 gefundenen Mitgliederliste der Propaganda Due ist Franchi als Nummer 402 aufgeführt.